# 國立白俄羅斯歷史博物館

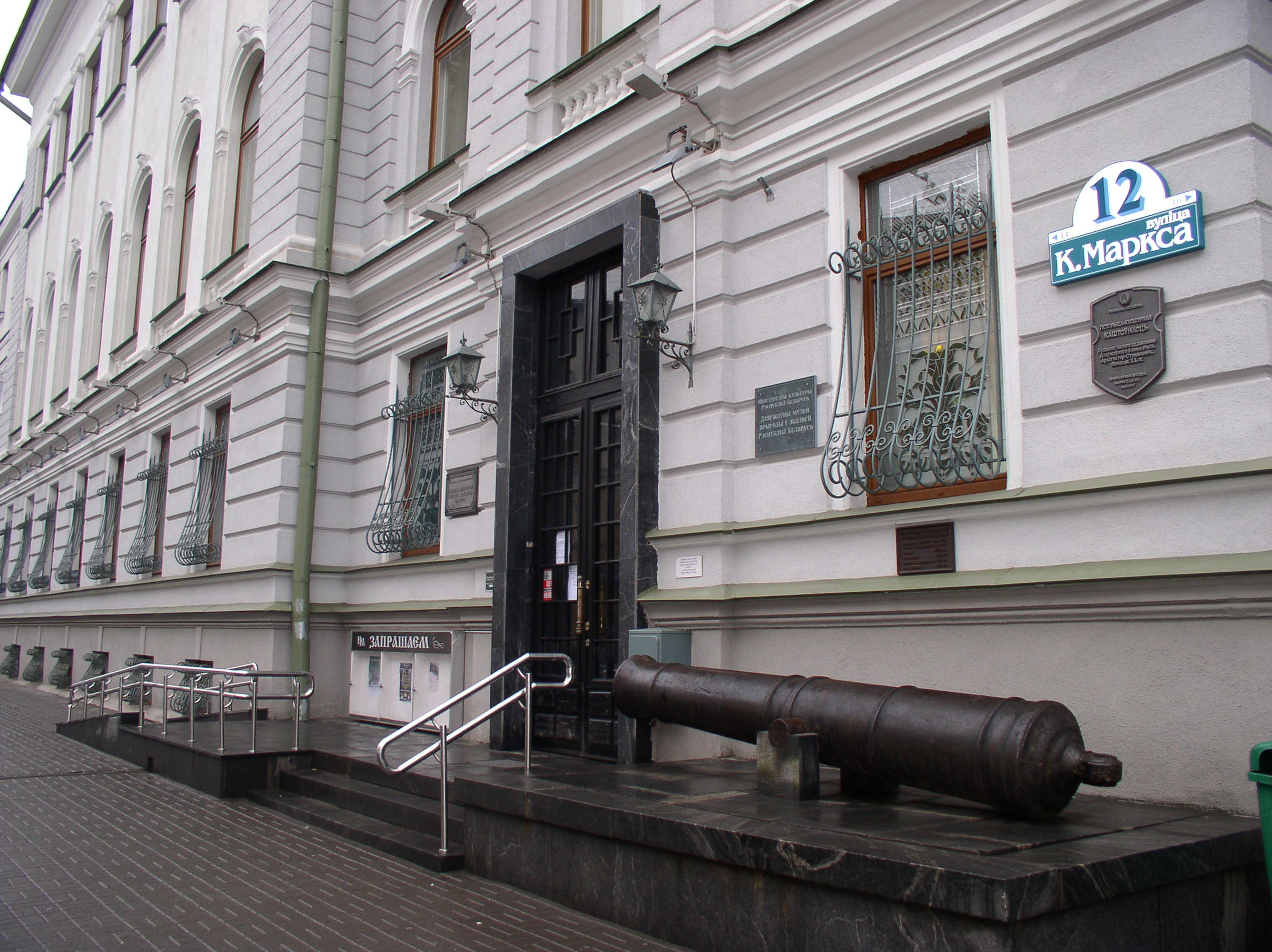

國立白俄羅斯歷史博物館（白俄罗斯国家历史博物馆）是位於白俄羅斯明斯克的一座博物館，展示與白俄羅斯有關的歷史文物。白俄羅斯歷史博物館是白俄羅斯規模最大的歷史博物館，收藏約37萬件文物。博物館成立於1957年，現在每年大約有10萬人參觀。